# 葛洪

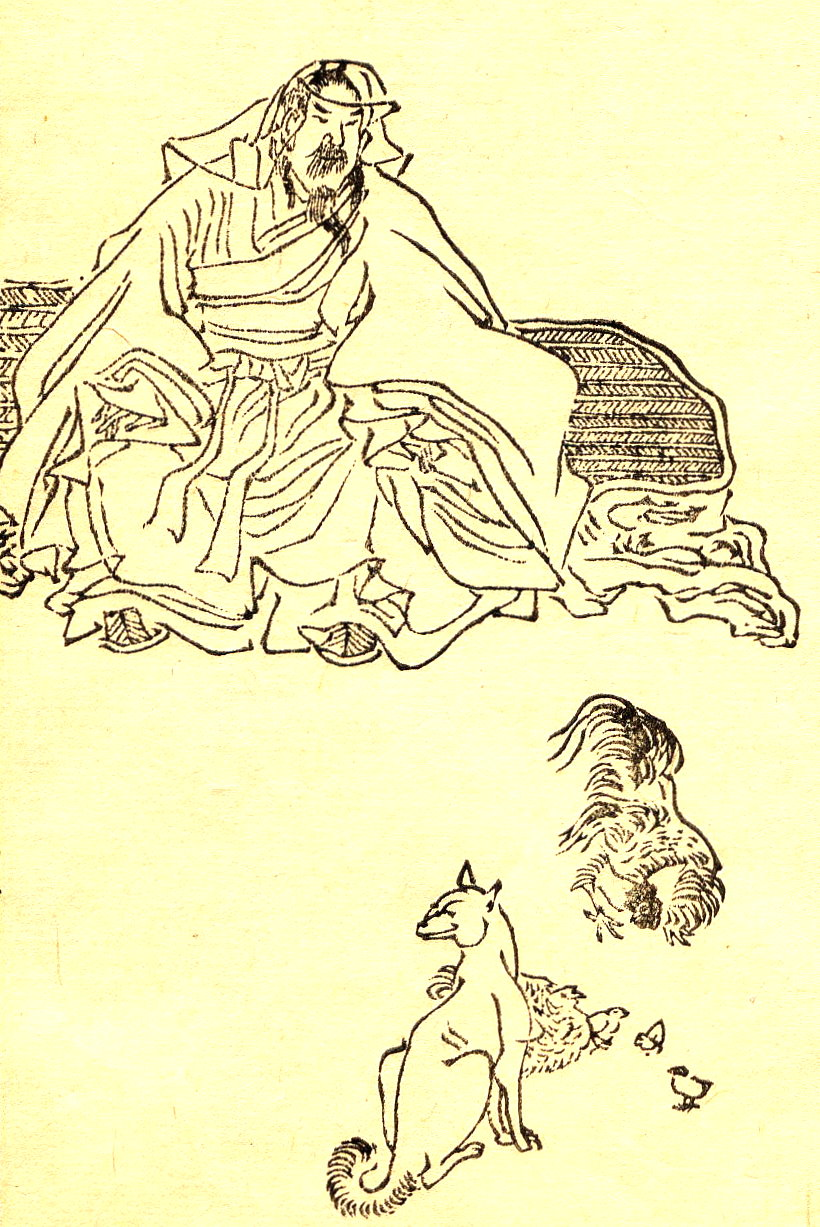
葛洪（『列仙酒牌』より）

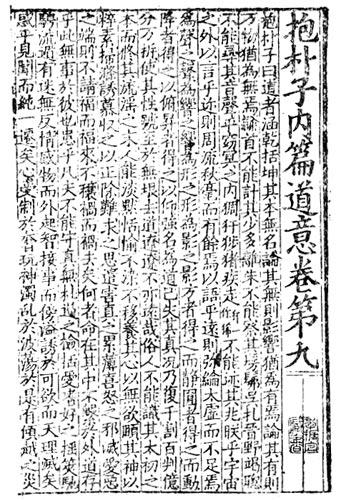
『抱朴子』内篇

葛 洪（かつ こう、太康4年（283年）- 建元元年（343年））は、西晋・東晋時代の道教研究家・著述家。字は稚川、号は抱朴子。葛仙翁とも呼ばれる。丹陽郡句容県の出身。本貫は琅邪郡。

## 伝記
後漢以来の名門の家に生まれたが父が13歳の時になくなると、薪売りなどで生活を立てるようになる。16歳ではじめて『孝経』『論語』『易経』『詩経』を読み、その他史書や百家の説を広く読み暗誦するよう心がけた。そのころ神仙思想に興味をもつようになったが、それは従祖（父の従兄弟）の葛玄とその弟子の鄭隠の影響という。鄭隠には弟子入りし、馬迹山中で壇をつくって誓いをたててから『太清丹経』『九鼎丹経』『金液丹経』と経典には書いていない口訣を授けられた。
20歳の時に張昌の乱で江南地方が侵略されようとしたため、葛洪は義軍をおこしその功により伏波将軍に任じられた。襄陽へ行き広州刺史となった嵆含に仕え、属官として兵を募集するために広州へ赴き何年か滞在した。南海郡太守だった鮑靚に師事し、その娘と結婚したのもその頃である。鮑靚からは主に尸解法（自分の死体から抜け出して仙人となる方法）を伝えられたと思われる。
建武元年（317年）頃、郷里に帰り神仙思想と煉丹術の理論書である『抱朴子』を著した。同じ年に東晋の元帝から関中侯に任命された。晩年になって、丹薬をつくるために、辰砂の出るベトナム方面に赴任しようとして家族を連れて広東まで行くが、そこで刺史から無理に止められ広東の羅浮山に入って金丹を練ったり著述を続けた。羅浮山で死ぬが、後世の人は尸解したと伝える。著作としては『神仙伝』『隠逸伝』『肘後備急方』など多数がある。

## 関連文献
- 石島快隆訳注『抱朴子』（岩波文庫、内篇のみ、文語体訳、復刊1987年ほか）
- 村上嘉実訳注『抱朴子』（明徳出版社〈中国古典新書〉、1984年）
- 福井康順訳注『神仙伝』（明徳出版社〈中国古典新書〉、1983年）
- 本田済訳『抱朴子 内篇・外篇』 平凡社東洋文庫（全3巻）、1990年、ワイド版2009年
- 澤田瑞穂訳『列仙伝・神仙伝』 平凡社ライブラリー、1993年
  - 各元版は『抱朴子　中国古典文学大系8』平凡社、復刊1994年。普及版・中国の古典シリーズ、1974年
- 『抱朴子・列仙伝　鑑賞中国の古典9』（平木康平・尾崎正治訳著、角川書店、1988年）

## 葛洪の登場する作品

### 小説
- 墨浪子『西湖佳話』巻1「葛嶺仙蹟」、康熙12年（1673年）
  - 内田道夫訳『西湖佳話（抄）』「葛嶺仙蹟」、中国古典文学大系39、平凡社、1969年
- 陳舜臣『中国畸人伝』（新潮社、1987年）